# Fuente Álamo (archäologischer Fundort)
Die Ausgrabungsstelle Fuente Álamo in Südost-Spanien ist eine der am intensivsten untersuchten Siedlungen der argaischen Kultur. Gefunden wurden neben vielen Gräbern, darunter auch ein Metallurgengrab, eine Zisterne, große Getreidespeicher sowie Metall- und Steinwerkzeuge.

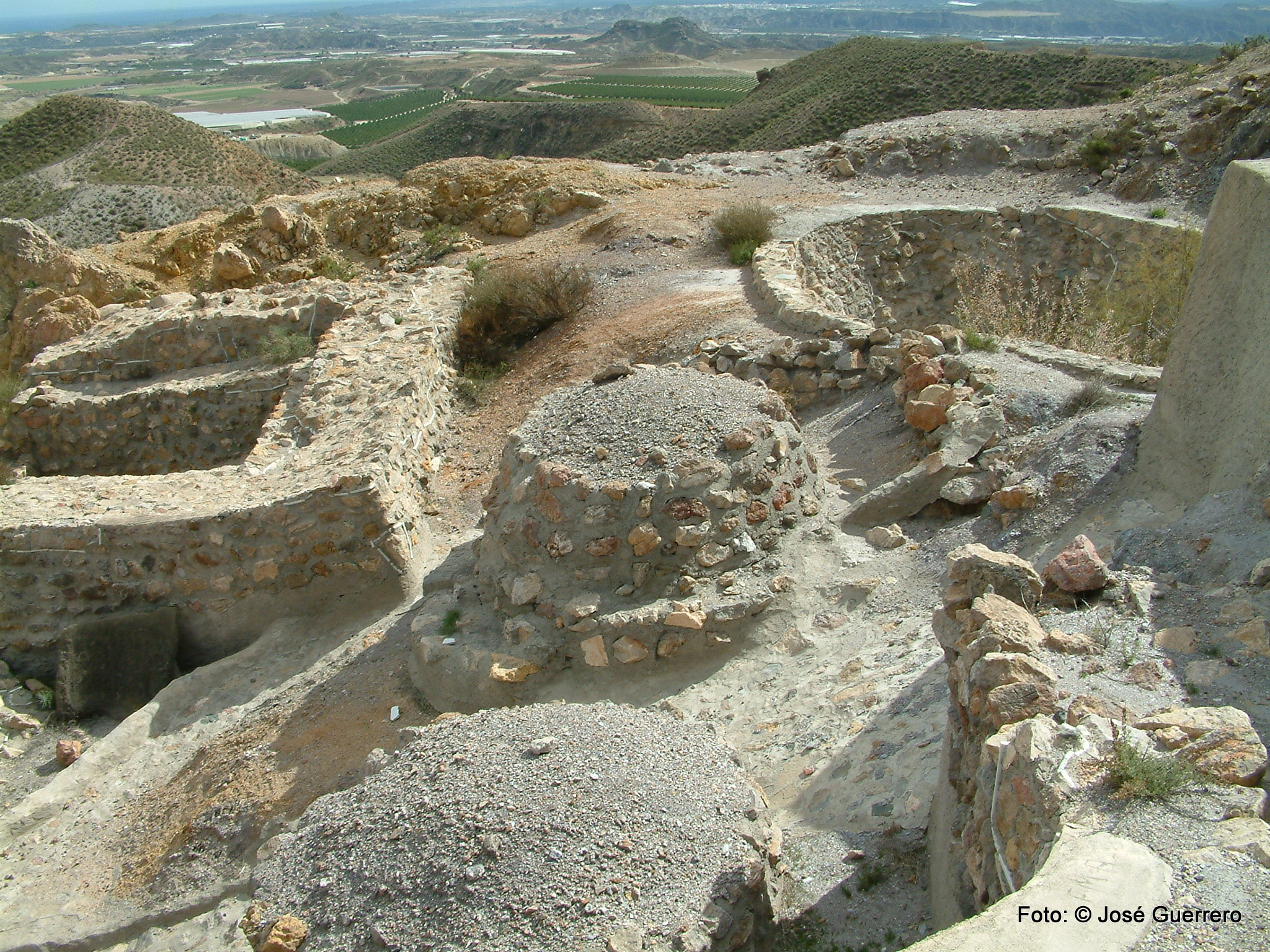
Archäologische Ausgrabungsstätte Fuentes Álamo, im Hintergrund das Flusstal

## Lage

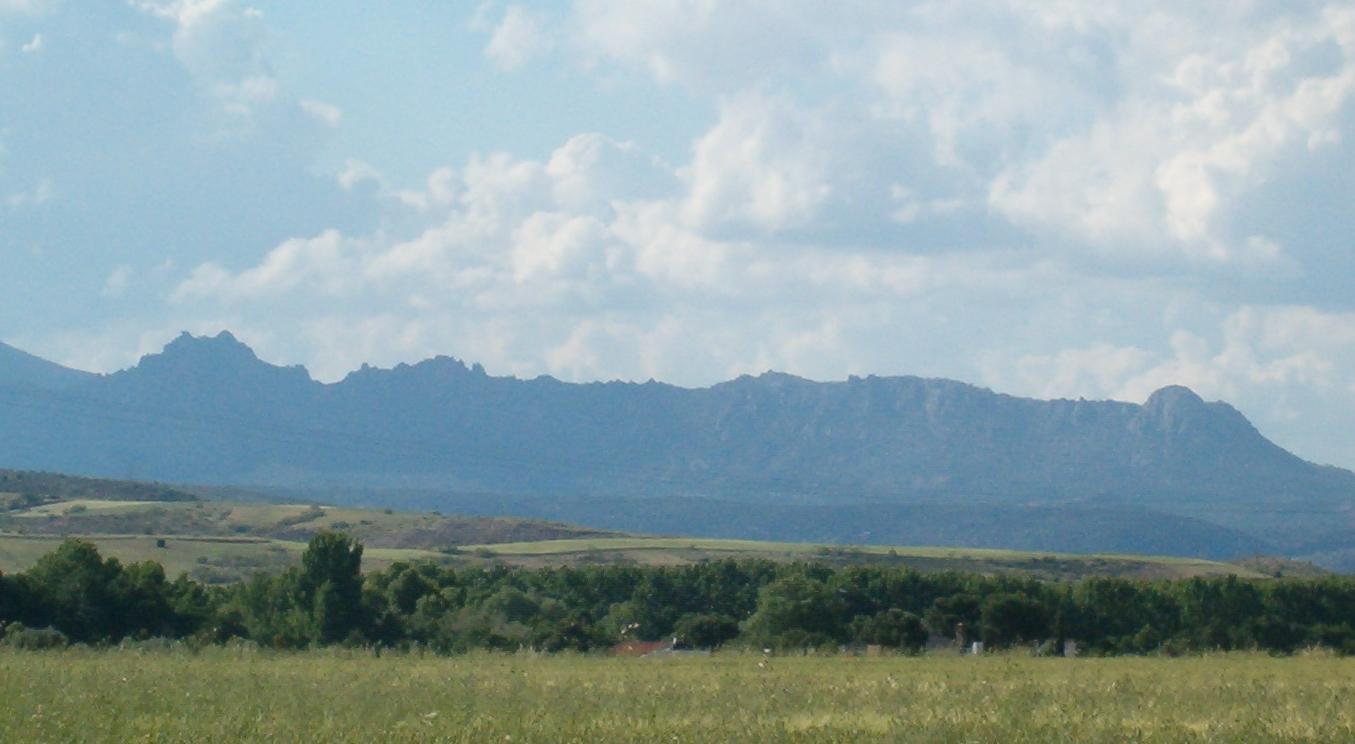
Blick von der Ebene auf die Sierre de Cabrera

Mit nur 16 km zur Küste ist der Fundort Fuentes Álamo nach Süden nur durch die Sierra del Algarrobo und das Naturschutzgebiet der Sierra de la Muela vom Mittelmeer und vom Golf von Mazarrón getrennt. Die einstmals argaische Siedlung liegt im Almanzora-Tal nahe dem heutigen Ort Fuentes Àlamo de Murcia, nach Norden in Sichtweite der Bergkette Sierra de Almagro, etwa 10 km nördlich von Ort El Argar selbst. Nach Westen und Süden hin war sie von den Gebirgsformationen (Sierra de Bedar bzw. Sierra de Cabrera), die fast 1000 m Höhe erreichen, umgeben. Weiter nach Osten verläuft die weite, damals vermutlich fruchtbare Ebene Campo de Cartagena bis zur Salzwasserlagune „Mar Menor“. Die Siedlung war strategisch auf Rohstoffgewinnung für die damalige metallurgische Industrie ausgerichtet, besonders da es Möglichkeiten zur Metallverarbeitung in der Sierra de Almagro – speziell für Kupfer – gegeben haben könnte.

## Beschreibung
Die großflächigen Grabungen auf etwa 8 % der wahrscheinlich insgesamt ca. 2 Hektar großen Siedlung konzentrierten sich auf das vermutete Siedlungszentrum auf der Hügelkuppe und einen 32 × 4,5 m lange Schnitt den Südhang hinunter. Statistische Analysen haben gezeigt, dass der Großteil des archäologischen Materials aus den entwickelten El-Argar-Horizonten III und IV stammt, chronologisch handelt es sich um die Zeit zwischen ca. 1900 und 1550 v. u. Z.
Die beteiligten Archäologen teilen die Siedlung in drei Areale ein: die „Toplage“, die noch etwas weiter Richtung Osten verläuft, den West- und den Süd-Hang:
Ost-Hang und Kuppe:
Bebaut seit Beginn der Siedlung um 2200 v. u. Z. wurden hier die bedeutendsten Bauwerke lokalisiert:
- Zwei viereckige Türme von 49 m² bzw. 70 m² Grundfläche, ursprünglich vermutlich mehrere Stockwerke hoch.
- Ein großer Bau („Bau I“).
- Vier runde, leicht konische Steinbauten mit 2,8 m Durchmesser, die als Speicherbauten gedeutet werden.
- Eine Zisterne mit einem Fassungsvermögen von 90.000 m³
- Im Vergleich zum West-Hang wurden auf der Bergkuppe und dem Osthang relativ wenig Gräber gefunden, der Anteil von Kindergräbern war mit 38 % dagegen gering.
- In den wenigen Gräbern wurden allerdings 90 % aller in Fuente Alamo entdeckten Grabbeigaben aus Metall entdeckt.
- Sowohl die hohe Anzahl an Grabgefäßen an sich als auch Kupfergegenstände und praktisch alle Silber- und Goldbeigaben lagen neben den Bestatteten in diesem Areal.
- In den Gebäuden befanden sich nicht nur die meisten, sondern auch die größte Vielfalt an Werkzeugtypen, z. B. Steinbeile und durchbohrte Schleifplatten.
- Etwa 75 % aller metallurgischen Werkzeuge stammen von hier, was mit dem Fund eines „Metallurgengrabes“ zusammenpasst. (Siehe unter „Funde“)
- Ebenso der Großteil der Werkzeuge aus nicht lokalem Gestein (z. B. Andesit, Basalt und Silex) und fast sämtliche Artefakte, die mit Keramikproduktion in Verbindung gebracht werden können (spezialisierte Poliersteine).
- Dutzende funktionsfähige Mahlsteine (Aufgrund fehlender Fundzuweisung können es ursprünglich durchaus aber über 100 gewesen sein).
- Mehrere große Keramikgefäße mit 35-120 l Fassungsvermögen.
- Die botanischen Untersuchungsresultate zeigen, dass 90 % der verkohlten Samenreste aus Gerste bestehen (Stika 1988, 2001).

West-Hang
Die insgesamt schlecht erhaltenen Mauerreste deuten auf das Vorhandensein kleinerer Bauten und gewöhnlicher Wohnstrukturen hin.
Hier wird das Hauptbestattungsareal vermutet, was wiederum den häuslichen Charakter der dort nur noch schlecht erhaltenen Bauten bestätigt. Es wurden nicht nur sehr viele, sondern vor allem die größte Dichte an Bestattungen ausgegraben, auch eine sehr hohe Anzahl an Kinderbestattungen, die hier etwa die Hälfte der Gräber ausmacht.
Viele der Gräber in diesem Areal sind beigabenlos, während die wenigen Metallobjekte gerade 6 Gewichtsprozent des rituell niedergelegten Metalls darstellen.
Südhang
Während der entwickelten Siedlungsphasen wurde dieser systematisch terrassiert. Auf diesen Terrassen wurden längliche Gebäude nachgewiesen, die stufenweise am Hang eng nebeneinander angeordnet waren.
Deutlich geringer war die Dichte der Gräber, wobei auch hier die Anzahl der Kindergräber bedeutsam erscheint.

## Chronologie der Grabungen
- um 1884 sondierten die Brüder Luis und Henri Siret erstmals das Gebiet.[6][7] Sie waren belgische Bergbauingenieure und sollten eigentlich vor Ort mögliche Silbervorkommen erkunden. Von ihnen stammt der Name der El Agar Kultur.
- 1977 führten Hermanfrid Schubart und Oswaldo Arteaga erste Ausgrabungen durch.[8]

Später folgten
- 2001 (Pingel u. a. 2001, 57-61)
- 2003 Thomas Schuhmacher und Hermanfrid Schubart, die Keramikreste der Siedlung untersuchten.[9]

## Funde
Makrolithische Werkzeuge:
- Poliersteine
- Mahlsteine
- 2700 Grabsteinwerkzeuge
- 179 Silexwerkzeuge

Von diesen wurden Hunderte petrographisch untersucht, die Herkunftsgebiete der Ausgangssteine bestimmt, als auch morphometrisch und funktional analysiert, wie etwa die mikroskopische Bestimmung der Gebrauchsspuren.
Metallurgie
Einige Steinwerkzeuge werden mit der Verarbeitung von Metall in Verbindung gebracht. In mehreren Schichten der frühen, mittleren und späten Siedlungsphase können Metallverarbeitung nachgewiesen werden.
- Gussformen
- Gusstiegel
- Ambosse
- Hammer
- durchbohrte oder undurchbohrte Schleifsteine,
- Schleifplatten und Silexklingen, deren Gebrauchsspuren auf die Verarbeitung von Metall hindeuten

Das Metallurgengrab
Der 40–60-jährige Mann aus Grab 54 gehörte eindeutig zur dominanten Klasse der frühen Zeit, was sowohl seine Ausstattung mit Stabdolch, Dolch und einem mittelgroßen Umbruchgefäß als auch seine stratigraphische Lage zeigen. Eine Schleifplatte, auf deren Oberseite Abnutzungsspuren zu sehen sind, war auf der Außenseite seines linken Oberarmes befestigt.

## Archäologischer Diskurs
Der monumentale Siedlungsbereich auf der Höhe von Fuente Alamo wird als symbolisch und sozial exklusives Areal innerhalb der Siedlung gedeutet: Hier wurden nicht nur die aufwendigsten Grabrituale praktiziert, wofür auch die Größe mancher Grabanlagen spricht, sondern auch der Großteil der Grabbeigaben niedergelegt, vor allem jener mit dem höchsten sozialen Wert. Die niedrige Grabdichte zeigt, dass nur ein geringer Teil der Bevölkerung Zugang zu diesem Areal und dem damit verbundenen Reichtum hatte. Scheinbar drückt sich die soziale Stellung der hier Bestatteten nicht nur durch die Exklusivität und den Aufwand des Rituals aus, sondern auch durch eine niedrigere Kindersterblichkeit, was als Ausdruck besserer Lebensbedingungen gewertet werden kann.
In spezialisierten Werkstätten wurden keine Minerale verhüttet und weniger Metall gegossen, sondern halbfertige Metallprodukte durch Schmieden, Schleifen, Polieren und Schärfen ausgearbeitet und instand gehalten.
Bei den Grabbeigaben im „Metallurgengrab“ sind im Vergleich zu denen in anderen El-Argar-Höhensiedlungen und in einigen sogenannten „Metallurgengräbern“ ähnliche Schmiede- und Schleifwerkzeuge identifiziert worden.
Die Untersuchung der räumlichen und zeitlichen Verteilung aller bekannten Produktionsmittel hat uns zu dem Schluss geführt, dass die El Argar-Metallurgie überregional möglicherweise über vier Produktionsebenen organisiert war: 1. eher kleine Siedlungen, die sich vor allem dem Abbau, der Verhüttung und dem Gießen von Barren widmeten (z. B. Peñalosa), 2. Verarbeitungszentren, wo neben ausgearbeiteten Gegenständen auch Halbfabrikate produziert wurden (z. B. El Argar, La Bastida), 3. Ausarbeitungswerkstätten (z. B. Fuente Álamo, Gatas) und 4. abhängige Siedlungen, die von der Metallproduktion ausgeschlossen bleiben.
Die Konzentration der Metallbearbeitungswerkzeuge auf dem Osthang von Fuente Álamo und die überregionale Organisation des metallurgischen Produktionsprozesses lässt nicht nur die wirtschaftliche, sondern auch die soziale und politische Kontrolle über dieses entscheidende Material erkennen. Die fast ausschließliche Deponierung von Metall in den Gräbern des Osthanges ist demnach nur der ritualisierte Ausdruck der Dispositionsmacht eines Teils der Bevölkerung über bestimmte Produktionsmittel und somit ein klarer Nachweis der Erscheinung von Privateigentum in der El Argar-Gesellschaft.